# Lehi
A Lehi (ˈleχi; héberül: לח"י – לוחמי חרות ישראל Lohamei Hérut Jiszráél - Lehi, magyarul: Izrael Szabadságharcosai), amit gyakran Stern-csoport-nak is neveznek militáns cionista terrorszervezet volt, amit Avraham Stern hozott létre a palesztinai mandátum területén. Fő céljának a brit uralom felszámolását tekintette, hogy lehetővé váljon a zsidók korlátozásmentes betelepülése és Izrael létrehozása.
A szervezet az Écél-ből (אצ”ל) vált ki 1940-ben, hogy folytassa a britek ellen a harcot a második világháború alatt, amit az Écél nem volt hajlandó csinálni. Kezdetben szövetségre próbáltak lépni a fasiszta Olaszországgal és a Harmadik Birodalommal, a támogatásukért cserébe a németek által megszállt területekről az európai zsidók Palesztinába telepítését kérték. Abban a hitben, hogy a nácik csekélyebb ellenfélt jelentenek a zsidók számára, mint a britek, kétszer próbáltak meg velük szövetségre lépni. A világháború során kijelentették, hogy a zsidó államot „nacionalista és totalitárius” alapon fogják létrehozni. Stern 1942-es halála után a szervezet Sztálinhoz és a Szovjetunióhoz kezdett közeledni. 1944-ben hivatalosan is a nemzeti bolsevizmus eszméjét kezdték támogatni. Az ideológiai váltás után a szervezet népszerűsége csökkenni kezdett.
A Lehi és az Irgun közösen követték el a Déir Jászin-i mészárlást. Merényletet követtek el Walter Guinness közel-keleti brit miniszter rezidens ellen, és további támadásokat hajtottak végre britek ellen. 1948. május 22-én az izraeli kormány feloszlatta a szervezetet, tagságát pedig az Izraeli Védelmi Erőkbe olvasztotta. Szemben az Irgunnal, a Lehi nem volt hajlandó békésen feloszlani és árulónak tekintette a Dávid Ben-Gúriónhoz és Golda Meirhez hasonló mérsékelteket, amiért realista politikát folytattak és nem törekedtek a bibliai területű Izrael létrehozására. Ezért a tagok egy része tovább folytatta a terrortevékenységet, például nagy nemzetközi felháborodást keltő merényletet hajtva végre Folke Bernadotte svéd ENSZ közvetítő ellen. Izrael általános amnesztiát biztosított a Lehi volt tagjai számára 1949. február 14-én. 1980-ban katonai kitüntetést hoztak létre, ami a szervezet nevét viseli és azok kaphatják meg, akik részt vettek Izrael megalapításában. Jichák Sámír, a szervezet egyik volt vezetője 1983-ban az ország miniszterelnöke lett.

## Fordítás
Ez a szócikk részben vagy egészben  a   Lehi (group) című angol Wikipédia-szócikk ezen változatának fordításán alapul.  Az eredeti cikk szerkesztőit annak laptörténete sorolja fel. Ez a jelzés csupán a megfogalmazás eredetét és a szerzői jogokat jelzi, nem szolgál a cikkben szereplő információk forrásmegjelöléseként.